# Matthaea
Matthaea es un género con 14 especies de plantas de flores perteneciente a la familia Monimiaceae. 

## Especies seleccionadas
- Mathaea apostolica
- Matthaea calophylla
- Matthaea chartacea
- Matthaea ellipsoidea
- Matthaea heterophylla
- Matthaea intermedia
- Matthaea latifolia
- Matthaea philippinensis
- Matthaea pinchotiana
- Matthaea pubescens
- Matthaea roemeri
- Matthaea sancta
- Matthaea vidalii
- Matthaea williamsii